# Процес Кімберлі
Схема сертифікування за процесом Кімберлі, затверджений ООН в 2003 році, забезпечує своїм учасникам гарантію того, що необроблені алмази — які продаються — здобуті законним шляхом. Сьогодні 71 країна, в тому числі Україна, є учасниками Процесу Кімберлі, і, як повідомляється, з того часу кількість «брудних» алмазів стала меншою.

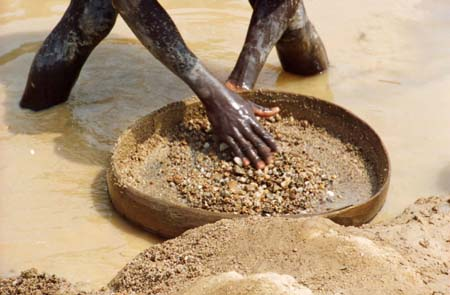
Шукання алмазів у Сьєрра-Леоне.

## Причина створення
Цей процес було сформованао аби запобігти повстанцям та їхнім ворогам фінансувати закупівлю зброї через незаконну торгівлю сирцем алмазів. Власне завдяки цій схемі сертифікування планується запобігти виходу таких "кривавих" алмазів на міжнародний ринок.
У 1999 році «брудні» алмази склали 4 % продажу на світовому ринку. Ці алмази після гранування надходять до продавців і, зрештою, потрапляють до рук кінцевих споживачів. У відповідь на посилені заклики припинити незаконну торгівлю, представники алмазовидобувних корпорацій налагодили співпрацю з ООН, з декількома міжнародними неурядовими організаціями і більш ніж з 45 країнами, щоб ввести в дію схему сертифікації алмазів у рамках «Процесу Кімберлі».

### Слабкі ланки ланцюга
Попри зусилля, що докладаються правозахисними організаціями, ООН та алмазовидобувними корпораціями, ще є істотні упущення в діяльності Процесу Кімберлі.
Як повідомляє Всесвітня алмазна рада, США купують понад 60 % всіх необроблених алмазів. Проте Процес Кімберлі не включає вимог представляти сертифікати доказів законного походження діамантів роздрібним покупцям. І багато продавців насправді не так вже люблять обговорювати, яким чином вони їх дістають. Деякі бізнесмени все ще хочуть купувати алмази, не з'ясовуючи, звідки ці походять.
Навіть країни, що входять у цей процес, підтвердили існування проблем із перевірками джерел надходження натуральних коштовних каменів, відомих як необроблені алмази. «Найбільше занепокоєння викликає Берег Слонової Кістки. Недавній звіт ООН показав, що 22 мільйони “брудних” алмазів із Кот-д'Івуар [Берега Слонової Кістки] було ввезено контрабандою до сусідньої Гани, яка входить в Процес Кімберлі, де вони були сертифіковані як законні та експортовані на провідні алмазні ринки, такі як Бельгія та Ізраїль. Це показує, що в Процесі Кімберлі існують лазівки».
Неурядові організації «Global Witness» і «Міжнародна амністія» також зверталися до громадськості з проханням запитувати інформацію про походження алмазів, які вони купують, особливо у світлі виходу найближчим часом сюжету, знятого прихованими камерами британських компаній Blood on the Stone Ltd. і Insight News TV. Знімальні групи побували в Сьєрра-Леоне, Гвінеї та інших країнах Африки, які є членами Процесу. Вони змогли легко ухилитися від перевірок через відсутність державного контролю всередині країни.

### Кінцевий споживач
Прихильники «чистих» алмазів, радять споживачам довідатися у своїх роздрібних продавців, чи сертифіковані камені, які вони купують, чи пройшли вони огляд відповідно до Схеми сертифікування за процесом Кімберлі.

## Факти про алмази-сирці
1. За час існування Процесу Кімберлі, кількість так званих конфліктних алмазів зменшилась від близько 4 % на менше ніж 1 %.
2. У липні 2000 року всесвітнє алмазна індустрія оголосила абсолютну політику нетерпимості до «кривавих», або «конфліктних» алмазів.
3. У наш час[коли?] 71 держава та легітимна організація присвятили себе та легально зобов'язали усунути існування «конфліктних» алмазів.
4. За деякими підрахунками, по цілому світі близько 10 мільйонів людей залежать від алмазної індустрії.
5. На діамантовому світовому ринку частка у близько 8,4 млрд дол. США на рік походить із країн Африки.
6. Вважається, що 65 % усіх діамантів світу походить з Африки.
7. Алмазодобування становить 40 % річного експорту Намібії[5].

«Рух Кімберлі», Процес Кімберлі (Kimberly Process) – група країн, що об'єдналися з метою вирішення проблеми «алмазів конфлікту» – алмазів, які добуваються і розповсюджуються з «гарячих точок» Африки та ін. регіонів світу.
1 грудня 2000 р. ПАР від імені «Руху Кімберлі» подала на розгляд Генеральній асамблеї ООН резолюцію про створення міжнародної системи сертифікації сирих алмазів. Резолюцію підтримали США, Велика Британія, Ізраїль, Бельгія і інших алмазних центрів. Росія, Індія та деякі інші країни заявили, що, не стикаючись з проблемою «алмазів конфлікту», вони не вважають себе зобов'язаними брати участь в новій міжнародній системі і нести пов'язані з цим додаткові витрати [Rapaport TradeWire. 2000, December].

У квітні 2001 р в Брюсселі відбулася зустріч в рамках «Руху Кімберлі». Делегати з 43 країн, що представляють алмазну індустрію і неурядові організації, обговорювали стандарти міжнародної системи контролю за експортом/імпортом сирих алмазів на досвіді застосування систем, вже діючих в Анголі і Сьєрра-Леоне.
На зустрічі «Руху Кімберлі» в кінці 2001 р в Луанді затверджено механізм сертифікації сирих алмазів і маркетингового контролю. Їй передувала конференція міністрів зацікавлених країн в Габороне, де була підписана міжурядова угода про контроль за сирими алмазами. Вступ його в силу — 2002 р.